# Время в Великобритании
| светло-синий   | западноевропейское время / среднее время по Гринвичу (UTC+0)                                                                        |
| синий          | западноевропейское время / среднее время по Гринвичу (UTC+0) западноевропейское летнее время / ирландское стандартное время (UTC+1) |
| красный        | центральноевропейское время (UTC+1) центральноевропейское летнее время (UTC+2)                                                      |
| жёлтый         | восточноевропейское время / калининградское время (UTC+2)                                                                           |
| хаки           | восточноевропейское время (UTC+2) восточноевропейское летнее время (UTC+3)                                                          |
| светло-зелёный | московское время / турецкое время (UTC+3)                                                                                           |
| светло-голубой | азербайджанское время / армянское время / грузинское время / самарское время (UTC+4)                                                |

Территория Великобритании располагается в часовом поясе под названием Западноевропейское время (WET) (UTC) с переводом ежегодно часовой стрелки в последнее воскресенье марта в 1:00 на 1 час вперёд (западноевропейское летнее время, UTC+1) и в последнее воскресенье октября в 2:00 на 1 час назад.
Во время Второй мировой войны на территории Великобритании часы переводили вперёд ради того, чтобы увеличить производительность труда, а также обеспечить безопасность возвращения людей домой до наступления режима затемнения.
С 1968 по 1971 годы Великобритания жила только по летнему времени, не переходя на зимнее.

## Проект реформы
Обсуждается вопрос перехода Великобритании на центральноевропейское время (CET), от которого страна сейчас отстаёт на 1 час. Зимой страна живёт по Гринвичу (GMT), а весной переходит на летнее время (BST, British Summer Time). Проект реформы поддержала Британская медицинская ассоциация (её члены убеждены, что благодаря переводу времени продолжительность светового дня увеличится на 235 часов в год, а число аварий на дорогах снизится до 80—100) и ряд других организаций, включая Королевское общество по предотвращению аварий, которое в течение нескольких десятков лет выступало за реформу времени на территории Великобритании. Против изменений традиционно выступали политики Шотландии. С инициативой унификации времени выступил премьер-министр Соединенного Королевства Дэвид Кэмерон.
Глава отделения науки и этики Британской медицинской ассоциации профессор Вивьен Натансон заявила, что в том случае, если реформа времени не будет полноценно работать в некоторый частях страны, можно рассмотреть вариант с введением на территории Великобритании нескольких часовых поясов.
В июне 2011 года вопрос вынесен на рассмотрение британского парламента.